# Język mbete
Język mbete albo mbere – język z rodziny bantu, używany w Kongu. W 1971 roku liczba mówiących wynosiła ok. 45 tysięcy.